# Ljungskile församling
Ljungskile församling är en församling i Uddevalla och Stenungsunds kontrakt i Göteborgs stift. Församlingen ligger i Uddevalla kommun i Västra Götalands län och utgör ett eget pastorat.
Församlingen täcker samma geografiska område som det historiska området Inlands Fräkne härad i Bohuslän. Församlingen och dess största tätort Ljungskile ligger på fastlandssidan av Havstensfjorden.

## Administrativ historik
Församlingen bildades 2011 genom sammanläggning av Forshälla församling, Grinneröds församling, Ljungs församling och Resteröds församling och utgör därefter ett eget pastorat.

## Kyrkobyggnader
- Ljungs kyrka
- Grinneröds kyrka
- Resteröds kyrka
- Forshälla kyrka
- Ljungs gamla kyrka

### Fotnoter
1. 1 2  Medlemmar i Svenska kyrkan i förhållande till folkmängd den 31.12.2019 per församling, kommun och län samt riket, Svenska kyrkan, läs online.[källa från Wikidata]
2. ↑  ”Församlingar”. Statistiska centralbyrån. https://www.scb.se/hitta-statistik/regional-statistik-och-kartor/regionala-indelningar/forsamlingar/. Läst 30 december 2022.